# Stephen Stills (musikalbum)
Stephen Stills är den amerikanske artisten Stephen Stills självbetitlade debutalbum. Det gavs ut i november 1970.
Albumet är tillägnat Jimi Hendrix, som spelar gitarr på låten "Old Times Good Times" på albumet, men som dog ett par månader innan det gavs ut. Andra kända namn som bidrog var Eric Clapton, Ringo Starr samt David Crosby och Graham Nash från Crosby, Stills, Nash & Young.
Albumet blev som bäst trea på Billboards albumlista. "Love the One You're With" nådde plats nummer 14 på singellistan och är Stills största singelframgång som soloartist. Avslutningslåten "We Are Not Helpless" skrevs som ett svar på Neil Youngs låt "Helpless" från Crosby, Stills, Nash & Young-albumet Déjà Vu, som gavs ut tidigare samma år.

## Låtlista
Alla låtar skrivna av Stephen Stills
1. "Love the One You're With" - 3:04
2. "Do for the Others" - 2:52
3. "Church (Part of Someone) - 4:05
4. "Old Times Good Times" - 3:39
5. "Go Back Home" - 5:54
6. "Sit Yourself Down" - 3:05
7. "To a Flame" - 3:08
8. "Black Queen" - 5:26
9. "Cherokee" - 3:23
10. "We Are Not Helpless" - 4:20

## Listplaceringar
| Lista (1970-1971) | Position            |
| ----------------- | ------------------- |
| Australien        | 8 (Go Set)          |
| Kanada            | 7 (RPM)             |
| Nederländerna     | 5                   |
| Norge             | 12 (VG-lista)       |
| Storbritannien    | 8 (UK Albums Chart) |
| Sverige           | 3 (Kvällstoppen)    |
| USA               | 3 (Billboard 200)   |